# Karl Hetz (Maler)

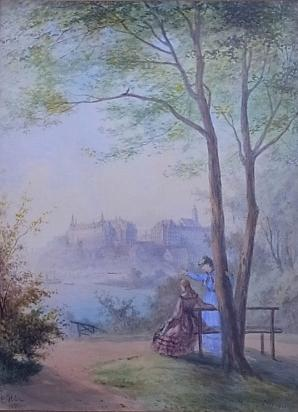
Karl Hetz, Zwei junge Damen vor Schloss Neuburg a. d. Donau, Aquarell (1870); Privatbesitz.

Johann Karl (Carl) Hetz (* 11. November 1828 in Kulmbach; † 5. August 1899 in München) war ein Maler, Zeichner, Kunsterzieher und königlich bayerischer Professor an der Kunstgewerbefachschule in Neuburg an der Donau.
Hetz war wie Franz Defregger und Rudolf Epp ein Vertreter des Realismus und der Genremalerei. Er wird zu den Malern der Münchner Schule gezählt.

## Leben und Beruf
Er war der Sohn eines Instrumentenmachers und Schreinermeisters aus Mainleus bei Kulmbach. Nach dem Schulabschluss in Kulmbach wurde er dem Wunsch seiner Eltern gemäß Lehrer. Da seine künstlerische Begabung und Neigung überwog, siedelte er 1858 nach München über, wo er das Polytechnikum besuchte. Er wurde am 24. Oktober 1860 an der Münchner Kunstakademie angenommen und studierte unter anderem bei Arthur von Ramberg. Nach einem kurzzeitigen Engagement an der königlichen Gewerbeschule in Neuburg an der Donau malte und lehrte er ab 1868 in München. Dort arbeitete Hetz von 1868 bis 1893 als Professor in den Fächern Zeichnen und Modellieren an der königlichen Kunstgewerbeschule. Im Jahr 1875 wurde er zum königlich bayerischen Professor ernannt. In seiner Freizeit widmete er sich vor allem dem Landschaft- und Porträtfach. Jährlich unternahm Hetz ausgedehnte Studienreisen nach Südeuropa und in die Alpen. Er zeichnete und malte zahlreiche Genrebilder, Architekturbilder und Landschaften in Bayern, Franken, Schwaben, Tirol, Italien, Dalmatien, Bosnien und der Herzegowina. Noch 1897 präsentierte er eine Vielzahl von Aquarell-Veduten aus diesen südlichen Ländern in bayerischen Ausstellungen und Galerien.
Die Genrebilder von Karl Hetz zeigen als Zeichnungen, Aquarelle und Ölgemälde Szenen aus dem Leben einfacher Menschen Frankens, Bayerns und Südeuropas. Neben Landschaftsbildern umfasst das Werk von Hetz auch zahlreiche Bilder von Innenräumen aus dem bürgerlichen und bäuerlichen Milieu, was ihn vor allem durch die druckgraphische Verbreitung zu einem viel beachteten Vertreter der Interieurmalerei werden ließ. Mit seinen späten Werken gibt Hetz vielfach ein soziales Tendenzbild seiner Zeit wieder. Gerade das bäuerliche Landleben stellte er vor allem in häuslichen Szenen in kleineren und mittelgroßen Formaten dar. Seine Gemälde und hier gerade auch seine Zimmerbilder sind eine wertvolle Quelle für bäuerliche Alltagskultur und Wohnwelten zwischen Frankenwald und Adria im 19. Jahrhundert.
Zahlreiche seiner Genrebilder wurden als Illustrationen in Zeitungen und Zeitschriften, u. a. in Die Gartenlaube verwendet.
Die Werke von Carl Hetz, vor allem seine Genrebilder, Landschaftsdarstellungen und Architekturstücke, haben schon zu seinen Lebzeiten Käufer in den USA gefunden und werden heute dort wie auch in Europa auf zahlreichen Auktionen gehandelt. Neben Galerien vermittelten zu seinen Lebzeiten auch verschiedene Kunstvereine in bayerischen Städten die Werke von Hetz. Hetz reichte 1886 zur Schweizerischen Kunst-Ausstellung in Aarau vom 9. bis 30. Mai 1886 das Gemälde „Der Herr Bräutigam“ als Beitrag ein, der vor Ort für 1200 Franken angeboten wurde.

## Werke (Auswahl)
- WOHL BEKOMM’S Junge Kellnerin im Münchner Dirndlkleid beim Servieren von Bratwürsten auf einem Teller und drei Glaskrügen, an der Schürze die Geldtasche an einer silbernen Kette. Öl/Holz. 29,3 × 22,3 cm, Rechts unten signiert und ortsbezeichnet München.[8]
- Vorbereitung zum Fronleichnamsfest, Genrebild 1871.[9]
- Kloster (Krankenhaus) der Barmherzigen Brüder zu St. Wolfgang in Neuburg a.d. Donau (ca. 1860), Gouache, 11,5 × 15,9 cm. Stadtmuseum Neuburg a. d. .Donau (Historischer Verein Neuburg a.d. Donau, G 849).[10]
- Zwei junge Damen vor Schloss Neuburg a. d. Donau, Aquarell, 35 cm × 47 cm, 1870, Privatbesitz.
- Fränkische Bauernstube mit Kachelofen, Aquarell auf Papier, 30 cm × 24 cm, datiert 30.03.1883, Sammlung des Vereins Freunde der Plassenburg[11].
- Für wen sprechen die Karten?, Öl auf Leinwand, 42 cm × 20 cm; Sammlung Butterworth Center & Deere-Wiman House, Moline, Illinois.
- Brüderliche Geduld, Original Öl auf Leinwand, als Kunstblatt abgedruckt in Julius Rodenberg, Ernst Dohm: Der Salon für Literatur, Kunst und Gesellschaft. Band 2. Leipzig 1885, S. 184.
- Enten am Teich. Öl auf Mahagoni, 11,5 × 15 cm.[12]
- Dalmatinerin, Öl auf Leinwand, 1898. Heute im Besitz des Münchner Kunstvereins.
- Junges Mädchen in Miesbacher Tracht, Öl auf Holz, 30 × 22 cm.[13]
- Reges Dorfleben, Öl auf Leinwand, 67 cm × 50 cm.[14]
- Bäuerin bereitet die Mahlzeit vor; heute im Mead Art Museum, Amherts, AC 1940.1, gestiftet von Miner Tuttle.
- Mutter und Kinder in der Bauernstube, Öl auf Leinwand, 55,8 cm × 67,3 cm, München 1877.[15]
- Vieh an der Tränke und Hirten am sommerlichen Dorfrand, Öl auf Leinwand, Höhe 96 cm, Breite 87,5 cm, Ortsbezeichnung „München“, datiert 1871.[16]
- Spaziergänger im Kornfeld vor Burg Wernstein, Öl auf Leinwand.
- Ansicht von Hall in Tirol/Solbad Hall, Öl auf Leinwand, 60 cm × 71 cm, 1894.[17]